# Marie Bilders-van Bosse

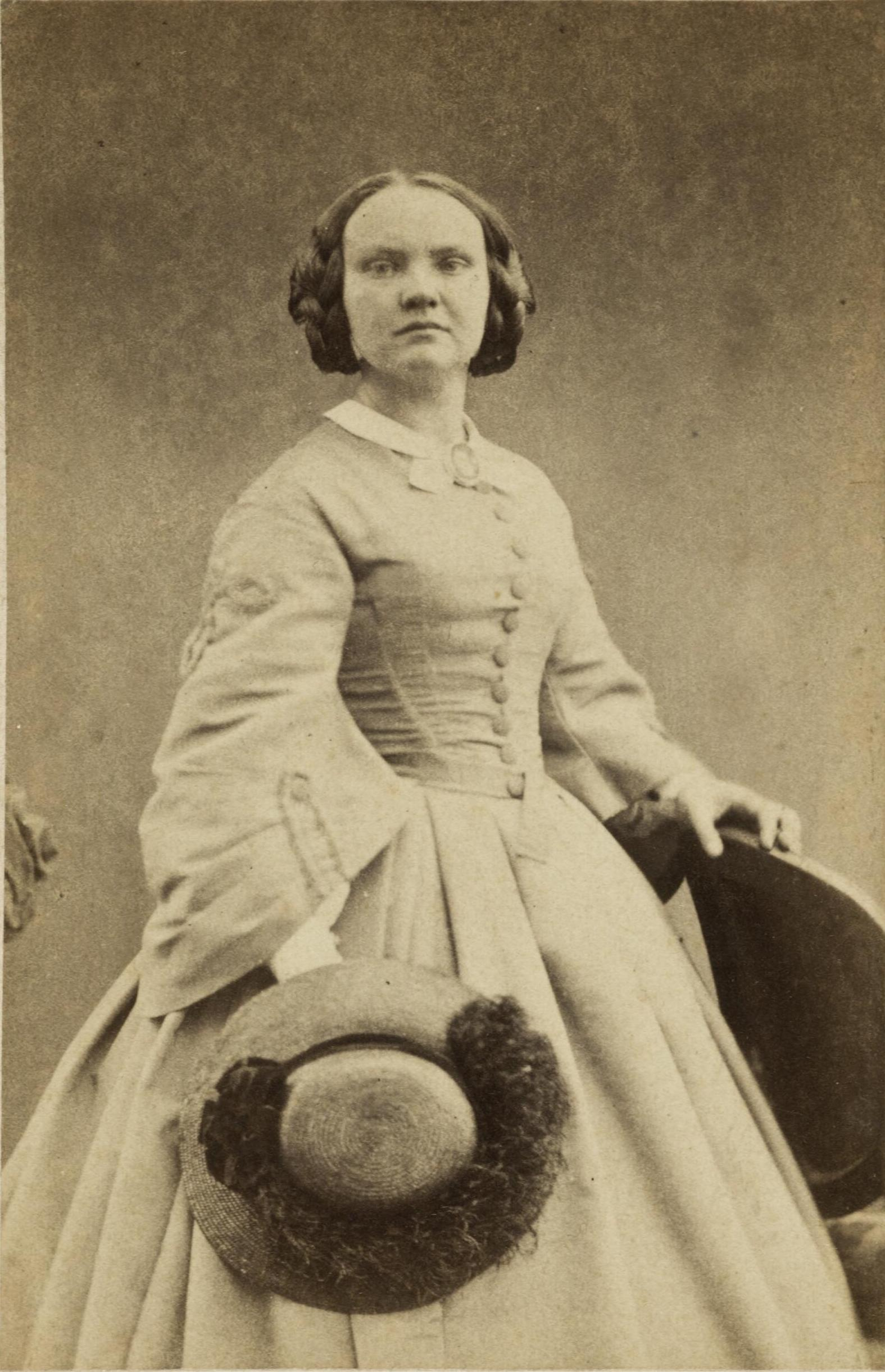
Marie Bilders-van Bosse)

Marie Bilders-van Bosse (21 febbraio 1837 – Wiesbaden, 11 luglio 1900) è stata una pittrice olandese, specializzata in paesaggi ed esponente del primo impressionismo dei Paesi Bassi.

## Biografia

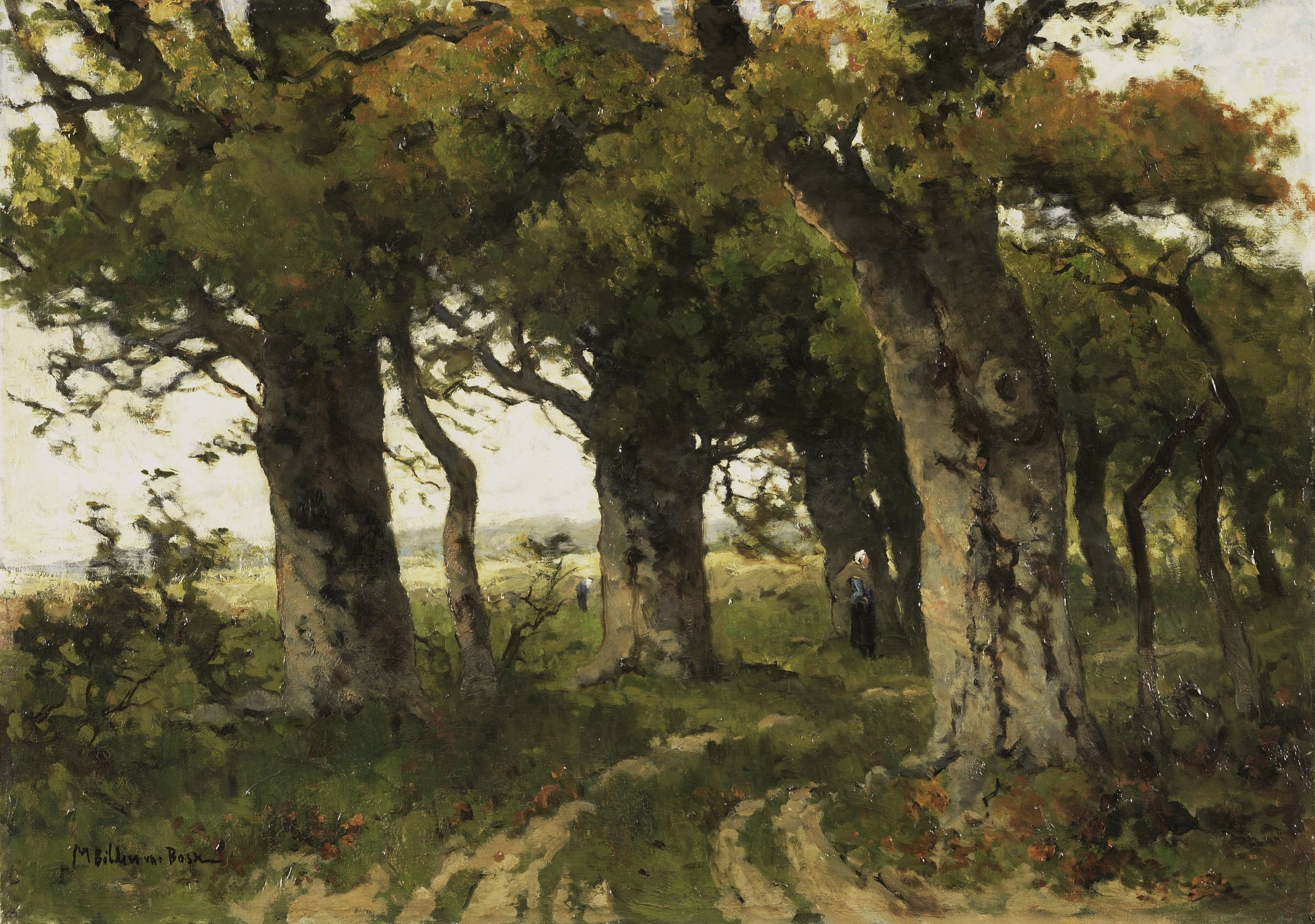
Eikenlaan in de nazomer (Viale delle querce in tarda estate), olio su tela, 1880-1900, Rijksmuseum Amsterdam

Nata Maria Philippina van Bosse, era figlia primogenita di Pieter Philip van Bosse (1809-1879) e di Maria Johanna Reynvaan (1809-1864). Il padre era un avvocato liberale, fu Ministro delle Finanze dei Paesi Bassi per più di vent'anni e Primo ministro dei Paesi Bassi dal 4 giugno 1868 al 4 gennaio 1871. A causa del lavoro al ministero del padre la famiglia si trasferì a L'Aia.
Apprese i primi rudimenti della pittura dall'artista olandese Hendrik van de Sande Bakhuyzen, uno dei principali esponenti della Scuola dell'Aia, anche Johannes Bosboom le diede occasionali consigli e la incoraggiò ad esporre le sue opere. Dal 1875 si avvicinò alla pittura en plein air, divenne allieva di Johannes Warnardus Bilders che sposò nel 1880 e dal quale prese il cognome. Fino al 1890, la coppia visse a Oosterbeek che all'epoca era un villaggio rurale sede di una colonia di artisti (oggi fa parte del comune di Renkum, nella provincia olandese della Gheldria). Qui fu realizzata gran parte della loro opera. Dopo la morte del marito, Marie tornò all'Aia ma continuò a trascorrere l'estate a Oosterbeek.
Coltivò amicizie con le scrittrici Anna Louisa Geertruida Bosboom-Toussaint e Augusta de Wit, con l'avvocato Gijsbert van Tienhoven e con la pittrice Anna Wolterbeek (1834-1905). A causa di un problema alla schiena, si recò spesso per fare delle cure a Wiesbaden dove morì all'età di 63 anni. Fu sepolta nella tomba del marito a Oosterbeck.